# Minilimosina secundaria
Minilimosina secundaria är en tvåvingeart som först beskrevs av Oswald Duda 1918.  Minilimosina secundaria ingår i släktet Minilimosina, och familjen hoppflugor. Arten är reproducerande i Sverige.